# Елимар (Олденбург)
Антон Гюнтер Фридрих Елимар фон Олденбург (на немски: Anton Günther Friedrich Elimar Herzog von Oldenburg; * 23 януари 1844, Олденбург; † 17 октомври 1895, дворец Ерла до Виена) е херцог на Олденбург, германски композитор, писател и военен.

## Биография
Той е най-малкият син на велик херцог Август фон Олденбург (1783 – 1853) и третата му съпруга принцеса Цецилия Шведска (1807 – 1844), най-малката дъщеря на бившия крал на Швеция Густав IV Адолф (1778 – 1837) и принцеса Фридерика фон Баден (1781 – 1826). Полубрат е на Амалия Олденбургска (1818 – 1875), кралица на Гърция, омъжена 1836 г. за крал Отон I, и на Петер II фон Олденбург (1827 – 1900), велик херцог на Олденбург (1853 – 1900).
Елимар вон Олденбург получава частни уроци и следва в университета в Бон. От 1865 до 1875 г. е на военна служба. Като офицер той се бие през Австро-пруската война от 1866 г. и Френско-пруската война 1870/1871 г. По здравословни причини напуска войската и живее в дворец Ерла като писател с псевдоним „Антон Гюнтер“.
Той е известен с комедиите си, които често се играят в Берлин и в дворцовия театър във Виена. Някои от тях са преведени на чешки.
Елимар фон Олденбург умира на 51 години на 17 октомври 1895 г. в дворец Ерла близо до Виена.

## Фамилия
Елимар фон Олденбург се жени морганатически на 9 ноември 1876 г. във Виена за баронеса Наталия Фогел фон Фризенхоф (* 8 април 1854, Виена; † 9 януари 1937, замък Бродинг, Фелке), направена на „графиня фон Велсбург“ на 25 април 1896 г., дъщеря на фрайхер Густав Фогел фон Фризенхоф (1807 – 1889) и Александрина Николайевна Гончарова (1811 – 1891). Тя е племенница на Александър Пушкин (1799 – 1837) и братовчедка на принц Николаус Вилхелм фон Насау (1832 – 1905). Те имат две деца:
- Александрина Густава Фридерика фон Велсбург (* 11 октомври 1877, Виена; † 13 април 1901, Ерла до Виена)
- Густав Грегор Александер фон Велсбург (* 29 август 1878, Унгария; † 29 ноември 1927, Агра до Лугано, Швейцария), граф на Велсбург, женен на 15 април 1905 г. в Нерви за графиня Залбург Луиза фон Хан (* 1 февруари 1885, Улрихсхаузен; † 17 април 1923, Берлин); имат трима сина и една дъщеря